# جابريل ساندي
جابريل ساندي (بالإنجليزية: Gabriel Sunday)‏ هو ممثل أمريكي، ولد في 18 أكتوبر 1985 في الولايات المتحدة.

## وصلات خارجية
- جابريل ساندي على موقع IMDb (الإنجليزية)
- جابريل ساندي على موقع ألو سيني (الفرنسية)
- جابريل ساندي على موقع أول موفي (الإنجليزية)
- جابريل ساندي على موقع قاعدة بيانات الأفلام السويدية (السويدية)
- جابريل ساندي على موقع قاعدة بيانات الفيلم (الإنجليزية)
- جابريل ساندي على موقع كينوبويسك (الروسية)